# Бузовський Володимир Олександрович
Володи́мир Олекса́ндрович Бузо́вський (нар. 27 січня 1992, с. Локня, Кролевецький район (з 2020 року - Конотопський район), Сумська область — 23 вересня 2018, смт Луганське, Світлодарська міська громада, Бахмутський район, Донецька область) — старший сержант Збройних сил України, учасник російсько-української війни.

## Життєпис
Народився 1992 року у селі Локня (Кролевецький район, Сумська область); закінчив Локнянську школу; здобув середню спеціальну освіту, отримавши диплом вчителя фізичної культури.
З травня 2014-го по березень 2015 року служив за мобілізацією в НГУ. У травні 2016-го обраний депутатом Локнянської сільської ради. Від березня 2016 року проходив військову службу за контрактом у 58-й бригаді, з 2017-го — у 72-й бригаді; старший сержант. У вересні 2017 року вступив на факультет педагогіки та психології Глухівського національного педагогічного університету імені Довженка.
23 вересня 2018-го загинув поблизу смт Луганське Бахмутського району на Донеччині. Обгоріле тіло військовика було знайдене 25 вересня у бліндажі, за 160 метрів від лінії розмежування. Загинув під час обстрілу ввечері 23 вересня внаслідок прямого влучення снаряду.
Після проведення експертизи ДНК 16 листопада 2018 року похований в селі Локня.
У загиблого залишились дружина та син.

## Нагороди та вшанування
- указом Президента України № 26/2019 від 31 січня 2019 року «за особисту мужність і самовіддані дії, виявлені у захисті державного суверенітету та територіальної цілісності України, зразкового виконання військового обов'язку» — нагороджений орденом «За мужність» III ступеня (посмертно)[1]
- Наказом Міністра оборони України #747 від 12 серпня 2016 року нагороджений Нагрудним знаком «Знак пошани».
- Наказом Міністерства оборони України # 531 від 07 серпня 2017 року нагороджений Нагрудним знаком"За зразкову службу".
- Наказом ВО «Країна» # 11 від 01 листопада 2019 року нагороджений медаллю «За незламність духу» (посмертно).